# Déhiscence (botanique)
Pour les articles homonymes, voir Déhiscence.
 (mai 2025).
Si vous disposez d'ouvrages ou d'articles de référence ou si vous connaissez des sites web de qualité traitant du thème abordé ici, merci de compléter l'article en donnant les références utiles à sa vérifiabilité et en les liant à la section « Notes et références ».

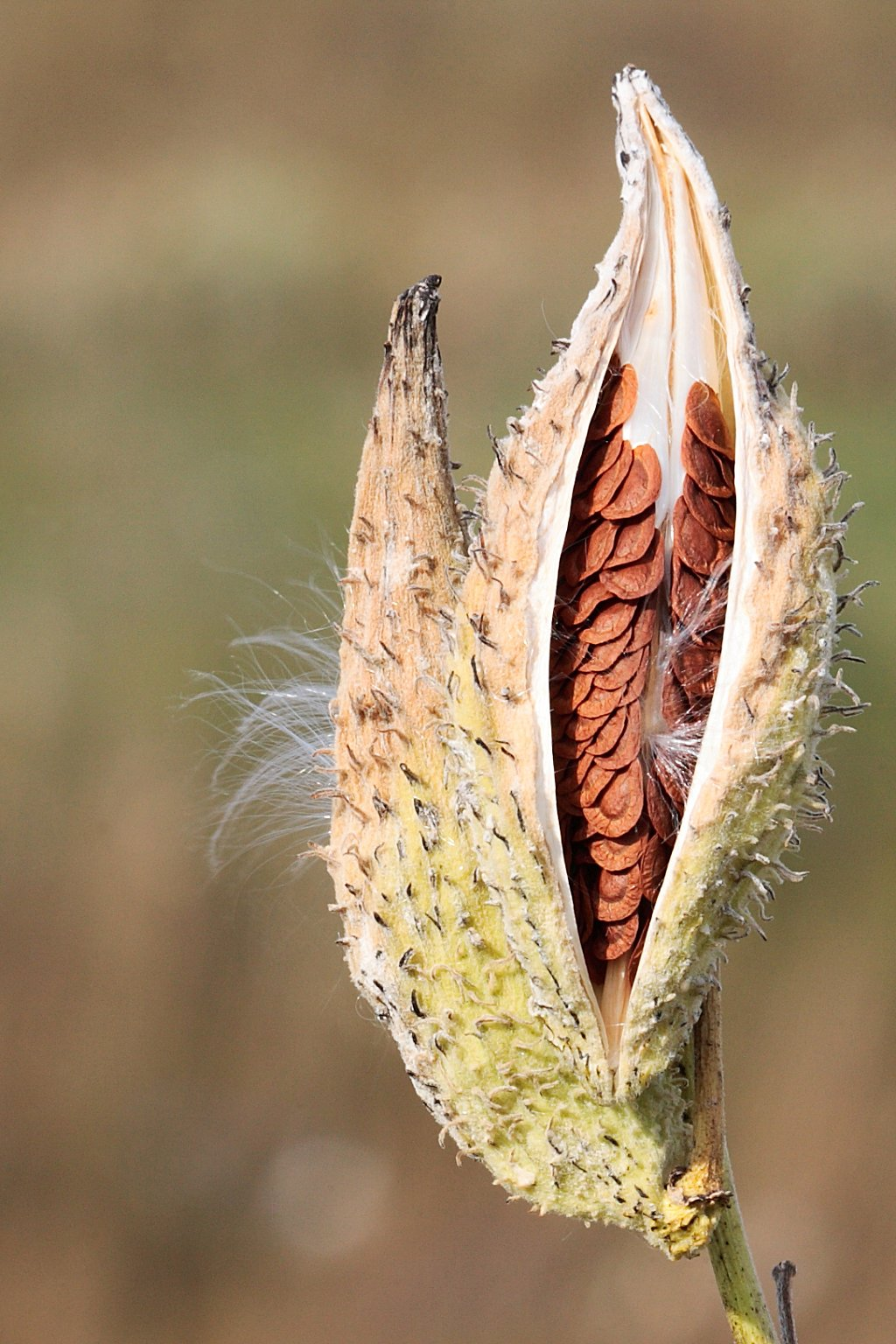
Déhiscence longitudinale d'un follicule dAsclepias syriaca

Capsule loculicide d'un Lis martagon en déhiscence, prêt à s'ouvrir et libérer ses graines

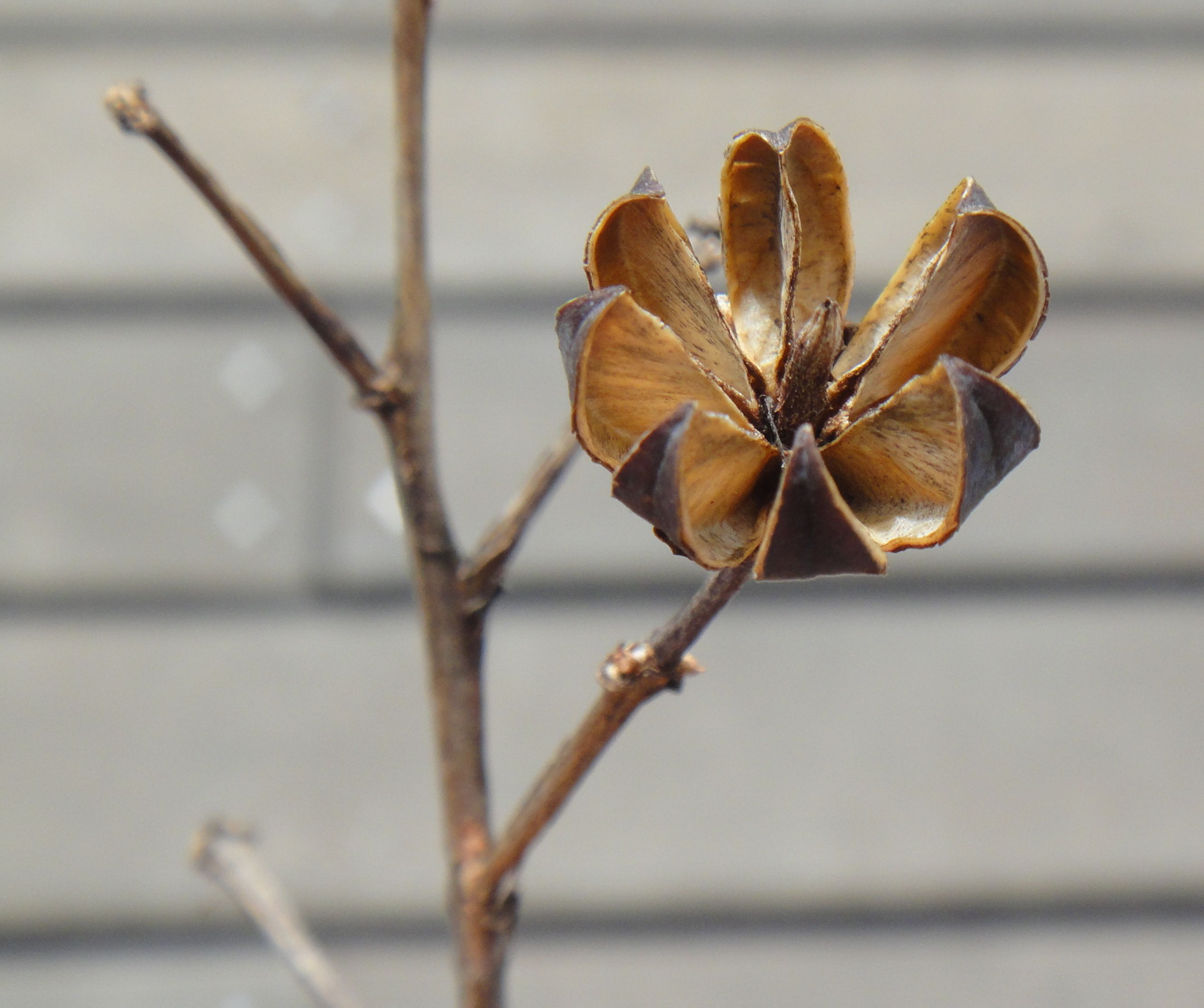
Les capsules de Lagerstroemia ont une déhiscence loculicide. Les septa (cloisons) sont intacts.

En botanique, la déhiscence, du latin dehiscens, « s'entrouvrir », est l'ouverture, spontanée et à maturité, d'organes végétaux clos (anthères, fruits) suivant des zones définies, pour libérer leur contenu (graines, pollen, spores, etc.).
Dans le cas contraire (indéhiscence), l'organe ne s'ouvre pas et doit subir une décomposition organique ou une digestion par un animal pour libérer son contenu, et permettre à la graine qu'il contient de germer.

## Inventaire
Le colchique, l'iris, le pavot, le tabac commun, entre autres, ont des fruits déhiscents.
En été, les fruits de l'acanthe explosent, projetant les graines au loin et permettant une meilleure dissémination.
La silique, fruit du colza, est également un fruit déhiscent.
L'indéhiscence est l'incapacité d'une telle ouverture. Les akènes (fruits secs) du tilleul, du noisetier, des fraisiers ou des pissenlits véritables ne s'ouvrent pas. Ils sont indéhiscents.

## Caractérisation des anthères par leurs types de déhiscence

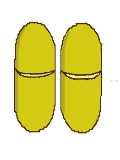
Déhiscence loculicide transversale
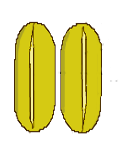
Déhiscence loculicide longitudinale
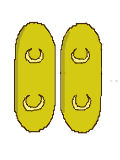
Déhiscence valvulaire
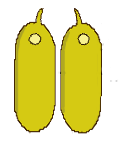
Déhiscence poricide

Les anthères de 6 à 8 % des espèces de plantes à fleurs sont à déhiscence poricide, ce qui restreint l'entomophilie (collecte de pollen par les insectes) qui est compensée par une autofécondation ou une pollinisation vibratile.

## Caractérisation des fruits par leur mode de déhiscence
Les fruits peuvent se caractériser par leur type de placentation et leur mode de déhiscence.

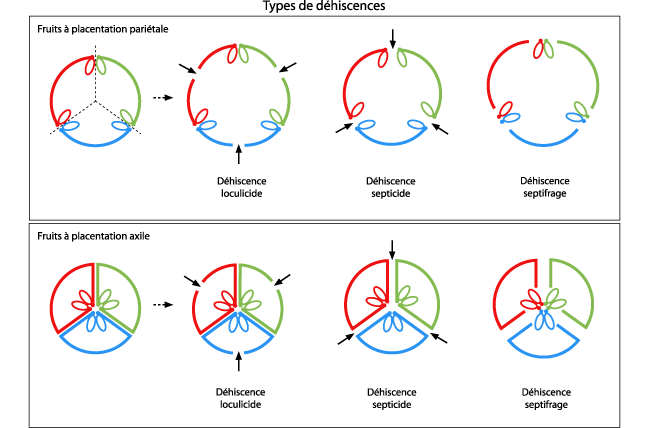

Selon le type de fruit, la déhiscence est la suivante :
- Un fruit charnu (baie ou drupe) est, sauf exception, indéhiscent.
- Pour un fruit sec, les principaux modes de déhiscence sont les suivants :
  - Follicule : déhiscence ventrale ou dorsale (exemples : Aquilegia, Helleborus).
  - Gousse : déhiscence ventrale et dorsale (exemples : Pisum, Hedysarum, Sophora).
  - Capsule : La déhiscence peut être :
    - Loculicide par fentes d'ouverture longitudinales. Les fentes sont situées en milieu de la partie dorsale des carpelles (exemple : Tulipe).
    - Septicide par fentes d'ouverture longitudinales. Les fentes sont situées au niveau de la suture inter-carpelles (cas d'une placentation pariétale, exemple : Digitale), ou au niveau des cloisons dédoublées rendant les carpelles libres et uniloculaires (cas d'une placentation axile, exemple : Mille-pertuis).
    - Septifrage (ou paraplacentaire) par fentes d'ouverture longitudinales. Les fentes sont situées de chaque côté de la suture inter-carpelles (cas d'une placentation pariétale, exemple : Orchis), ou dans les cloisons elles-mêmes rendant le fruit uniloculaire (cas d'une placentation axile, exemple : Balsamine).
    - Denticide. Les fentes d'ouverture sont des dents terminales (exemple : Caryophyllacées).
    - Poricide. Les fentes d'ouverture sont des pores en sommet ou en base du fruit (exemples : Pavot, Coquelicot).
    - Explosive. La déhiscence s'appelle autochorie (exemples : Hura crepitans, Impatiens, Ecballium elaterium).

  - Capsule de type Pyxide : déhiscence transversale (exemples : plantain, jusquiame, mouron rouge). La fente d'ouverture est circulaire médiane.
  - Capsule de type Silique : déhiscence septifrage (exemple : Brassicacée).
  - Schizocarpe : La déhiscence peut être Loculicide, Septicide, Septifrage ou Explosive (exemples : Ombellifères, Malvacées, Génariacées).

Par extension, on applique les termes Loculicide et/ou Septicide à la déhiscence du Follicule et de la Gousse.